# アウグスト・フォン・ペッテンコーフェン
アウグスト・フォン・ペッテンコーフェン（August von Pettenkofen、1822年5月10日 - 1889年3月21日）はオーストリアの画家、版画家である。

## 略歴
ウィーンで生まれた。父親は商人で大地主の家系でもあり、いとこに後に作家になるフェルディナント・フォン・ザール(Ferdinand von Saar:1833-1906)がいて、同じ邸で育てられた。軍人を目指していたが、1834年には諦め、画家になるためにウィーン美術アカデミーに入学し、レオポルト・クーペルヴィーザーやフランツ・アイブルに学んで、当時、流行していた市民の日常の生活を描く「ビーダーマイヤー」の画家として活動した。
1848年革命が起きると、兵隊のいる風俗画を描いて人気のあった画家カール・シンドラー(1821-1842)のスタイルの戦争画家として活動した。「ソルノクの戦い」が戦われたハンガリーのソルノクを訪れた。ハンガリーの風景はペッテンコーフェンのスタイルを変えさせ、ハンガリーの農民やジプシーの生活を描くようになった。1852年にはパリに旅し、「バルビゾン派」の画家たちのスタイルからも影響を受けた。
1866年にウィーン美術アカデミーの会員に選ばれ、1872年にミュンヘン美術院の名誉会員になった。人気のある画家になり、1876年にナイトの称号を得た。ウィーンで1889年に亡くなった後、ウィーンの町の通り(Pettenkofengasse) に名前が付けられた。

## 作品

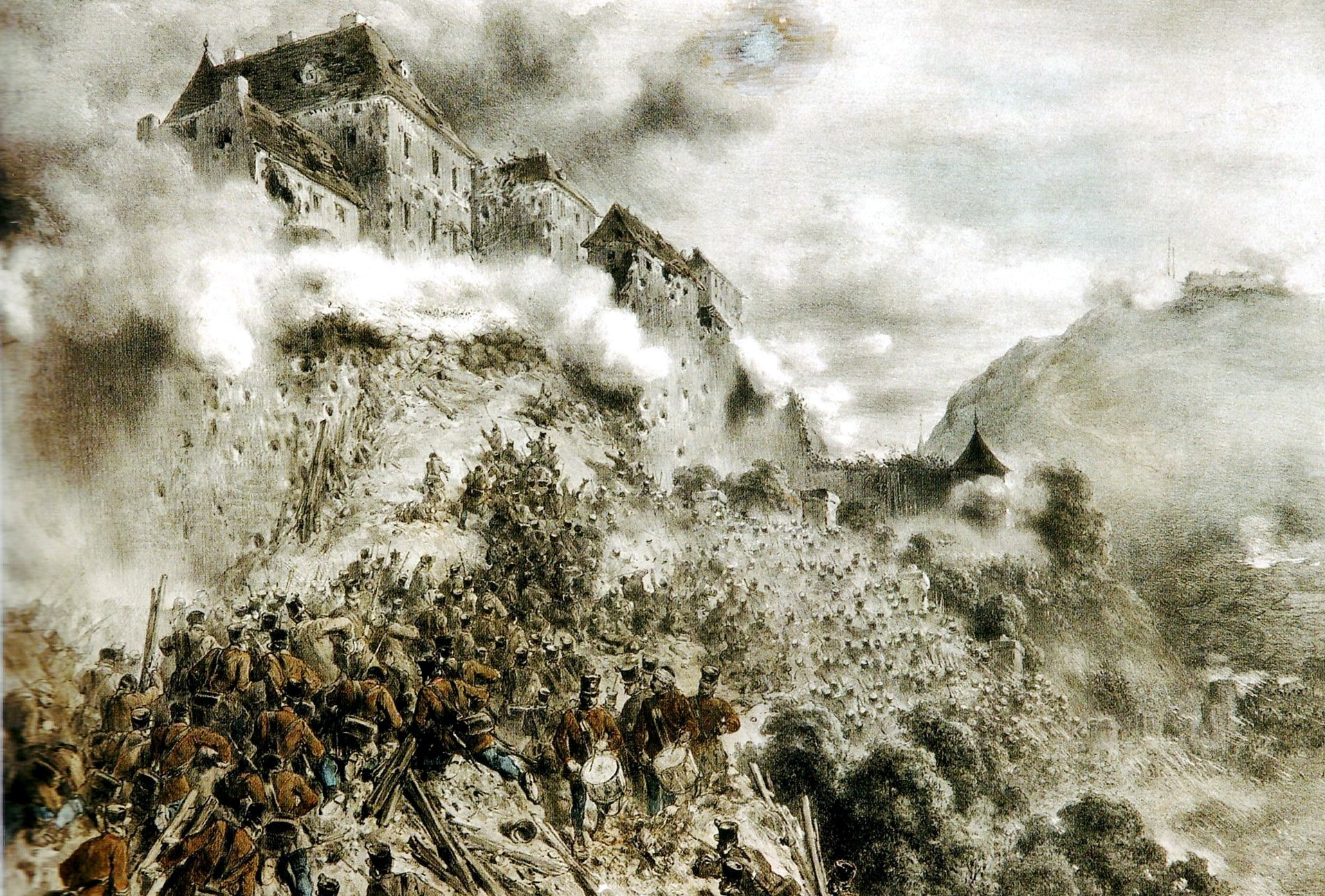
「ブダの包囲」(1849)
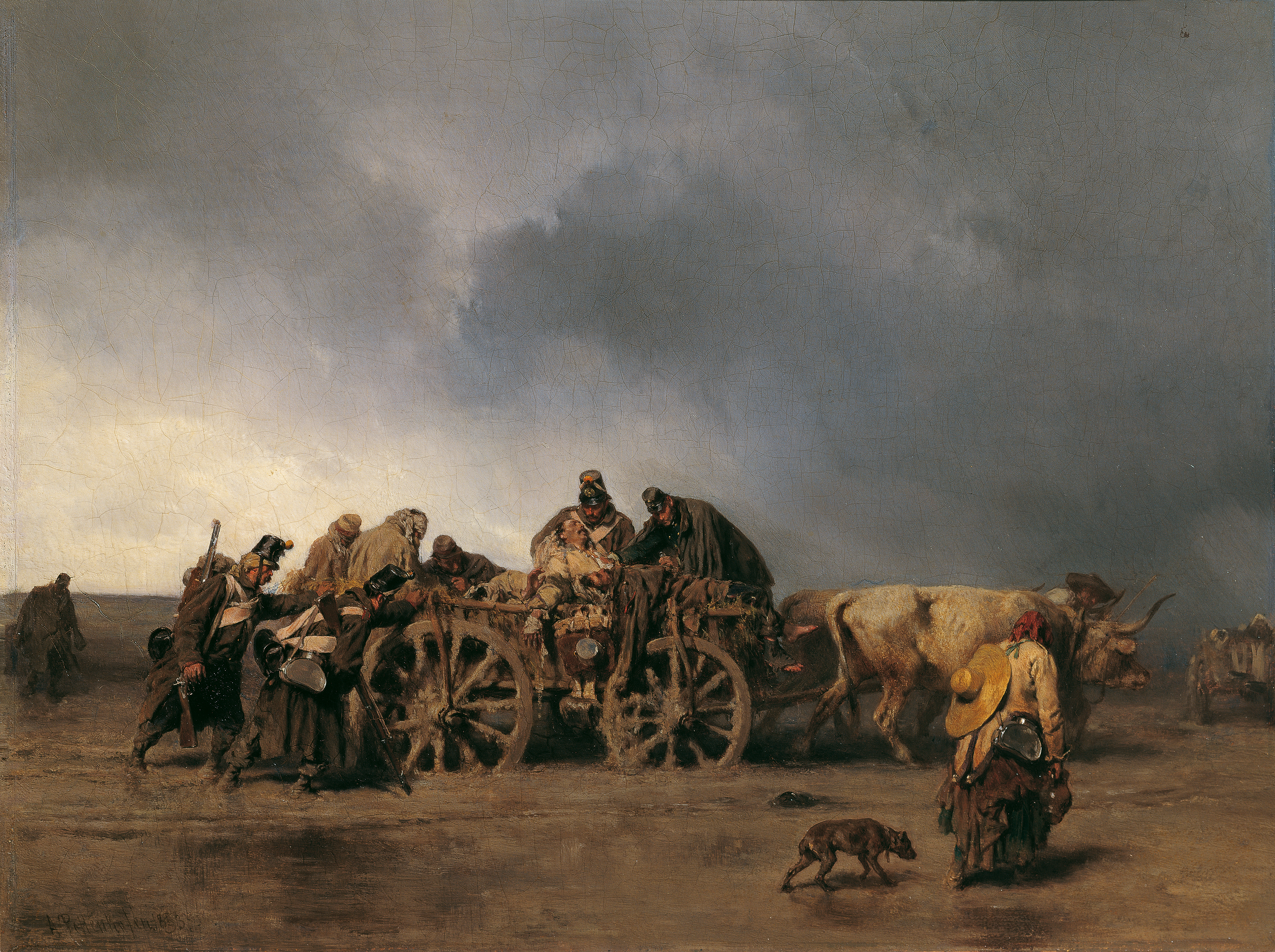
「死傷兵の移送」(1852)
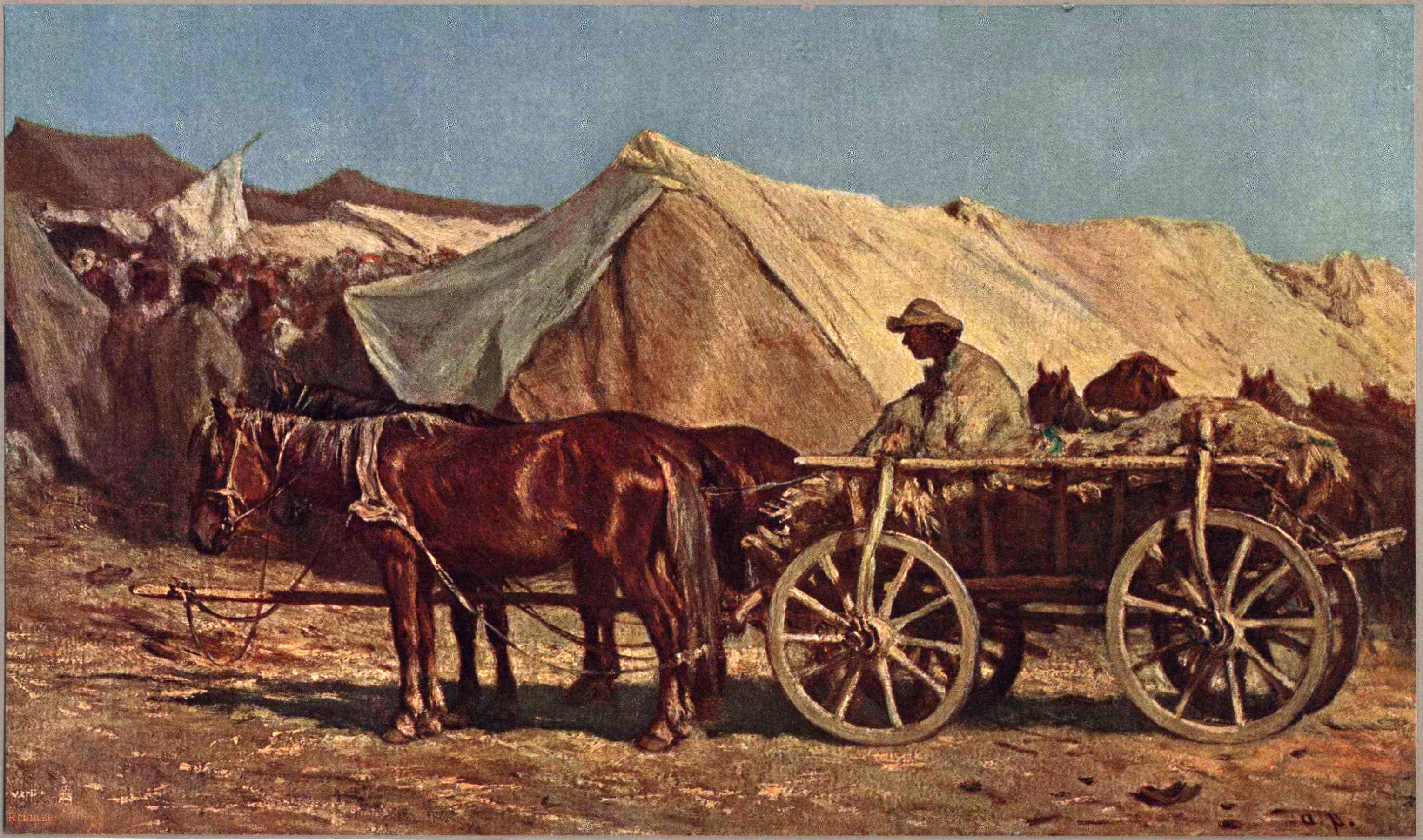
「ハンガリーの市場」

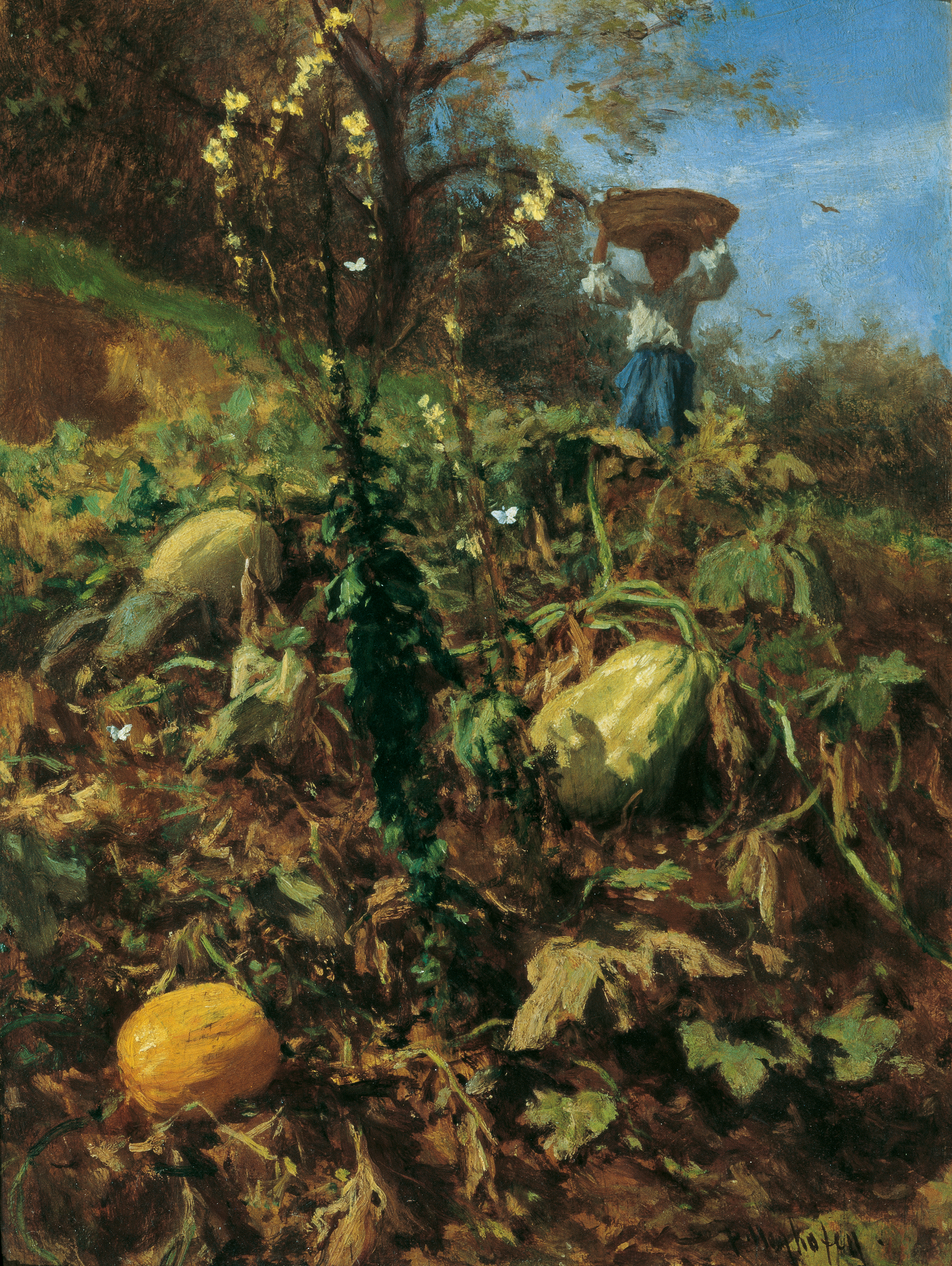
「かぼちゃ畑」(1862)
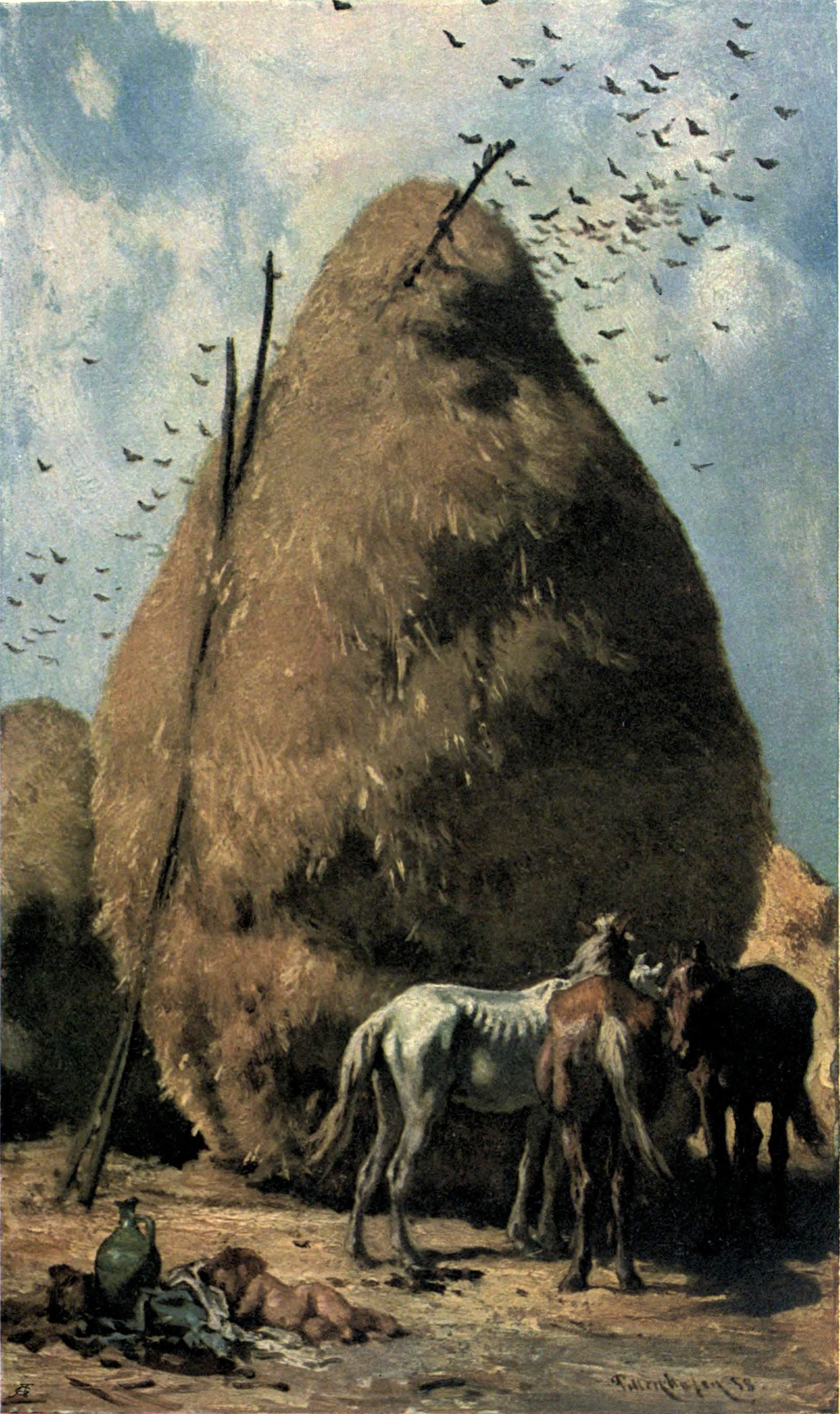
干し草の前の馬 (1858)
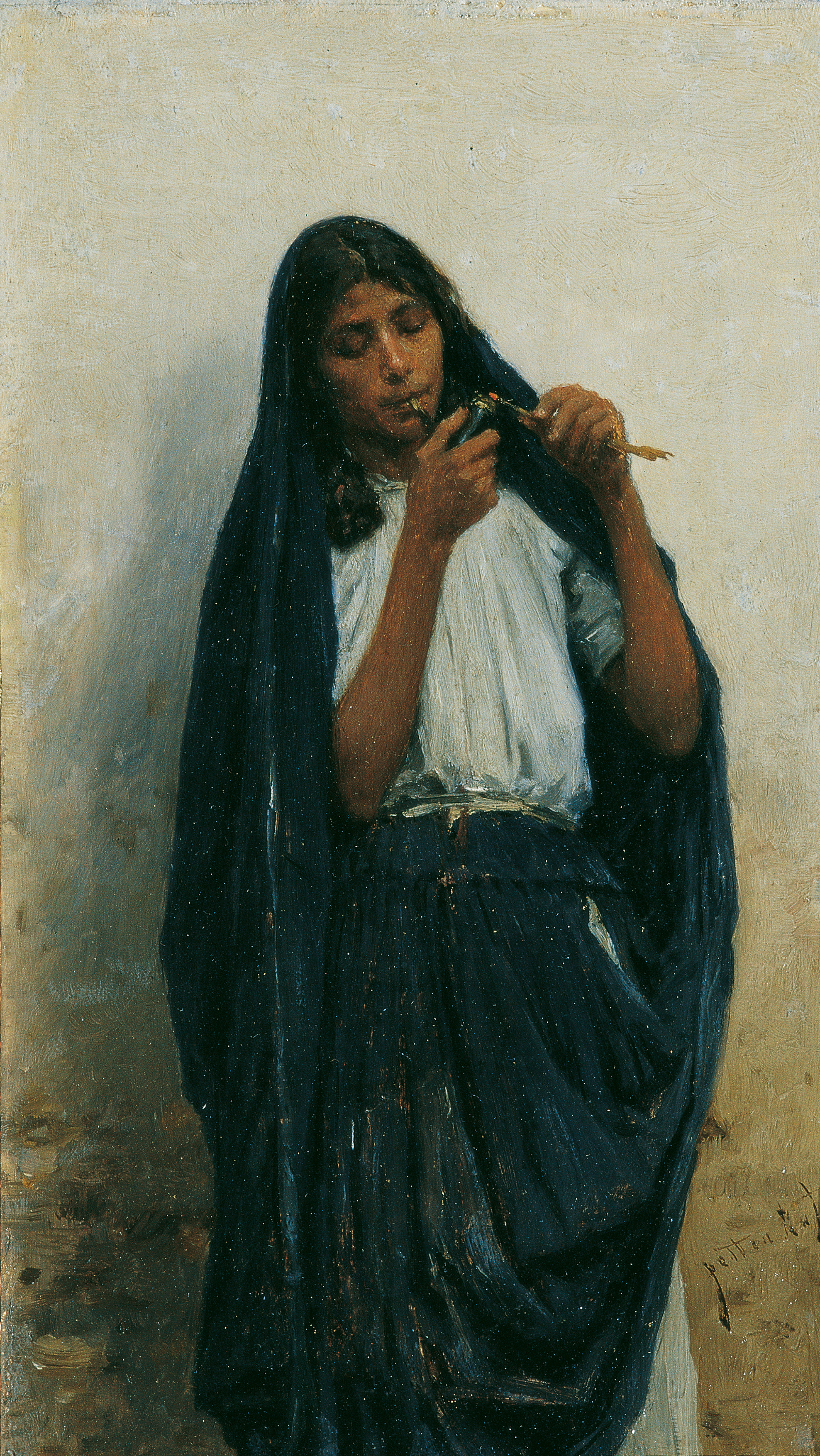
ジプシー (c.1862)
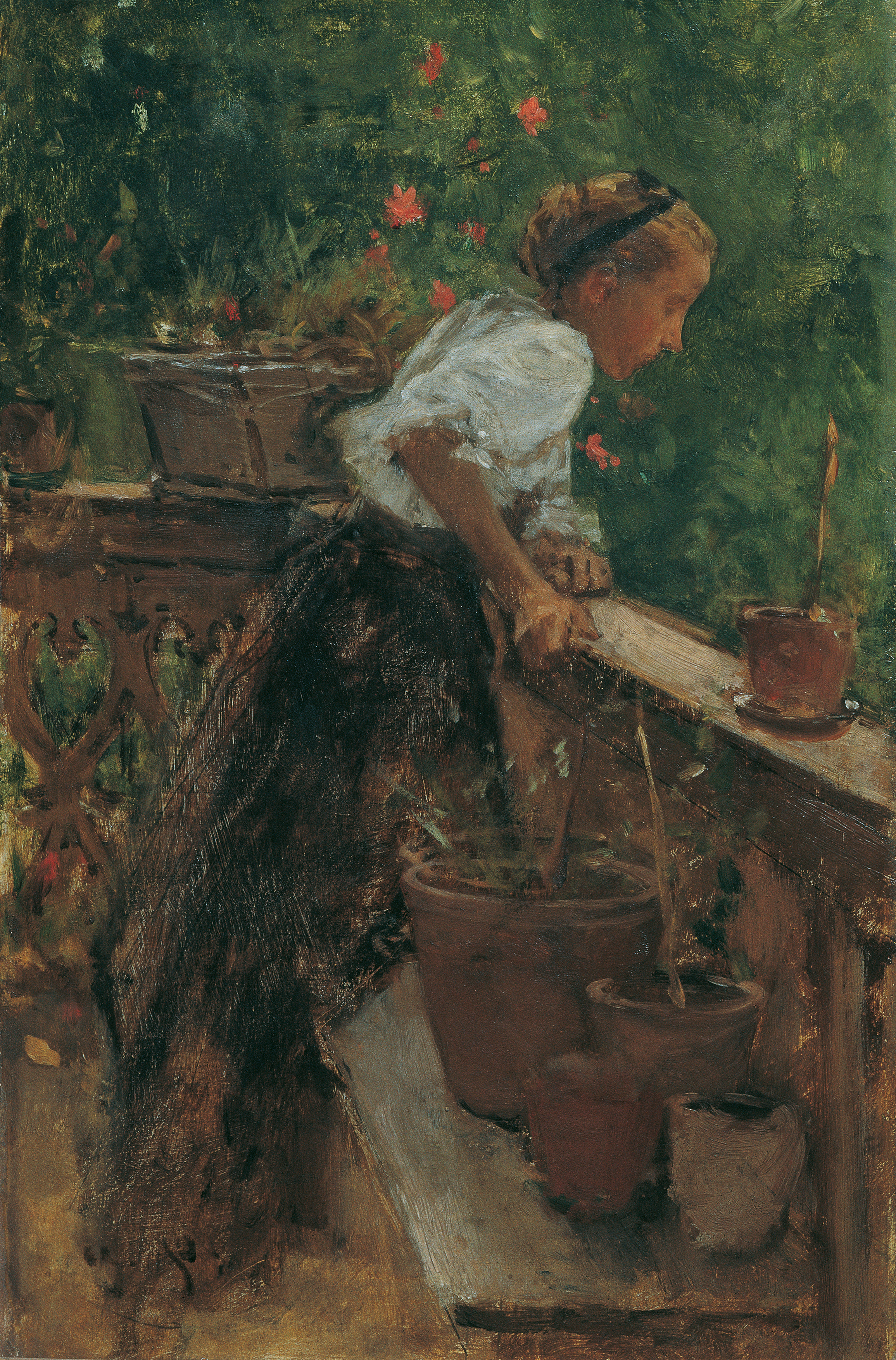
バルコニーの農民の娘